# Anomalophlebia
Anomalophlebia is een geslacht van libellen (Odonata) uit de familie van de rombouten (Gomphidae).

## Soorten
Anomalophlebia omvat 1 soort:
- Anomalophlebia nitida Belle, 1995